# Центр развития экологического продовольствия в Китае
Центр развития экологического продовольствия в Китае (китайский: 中国绿色食品发展中心) является первой организацией в Китайской Народной Республике, которая контролирует соблюдение стандартов производства органической продукции. Центр был создан в ноябре 1992 года под юрисдикцией Министерства сельского хозяйства Китайской Народной Республики. В 1993 году Центр развития экологического продовольствия в Китае вступил в Международную Федерацию движений за органическое земледелие (МФДОЗ). Штаб квартира организации находится в Пекине, где  расположены её центральный офис, подразделения по управлению логотипами, аутентификации, научно-технической и технической поддержки, планирования и финансирования, а также международного сотрудничества. В настоящее время Центр развития экологического продовольствия в Китае создал 42 органа контроля над производством местной продукции, 38 органов по контролю качества и 71 отделений для мониторинга производства экологического продовольствия. Главные задачи организации: способствовать производству безопасной продукции, защищать окружающую среду, а также поддерживать темпы развития экономики и общества. Основные обязанности организации включают в себя: разработку политики производства экологически чистых продуктов питания; контроль за деятельностью организаций, которые разрабатывают стандарты производства экологической продукции; организация производства экологического продовольствия; контроль за маркировкой продукции; рассмотрение и утверждение экологически чистой продукции, а также организация исследований, продвижение технологий, подготовка кадров, информационно-пропагандистская деятельность, создание баз для зеленого строительства, продвижение внешнеэкономических и технологических обменов и сотрудничество. Основные партнеры Центра развития экологического продовольствия в Китае являются Китайский центр сертификации органической продукции, Государственный комитет по продовольствию и питанию, Продовольственная и сельскохозяйственная организация ООН и Научно-исследовательский центр развития Государственного совета, а также некоторых средства массовой информации в качестве поддержки. Центр опубликовал отчеты, в том числе "Бюллетень экологически чистых продуктов питания","Зеленая Мода", и "Отчет о деятельности центра".
Центр развития экологического продовольствия в Китае ведет контроль за двумя стандартами экологически чистых продуктов: A (стандарт, который позволяет позволяет использовать синтетические агрохимикаты) и АА (является более жестким, разрешает меньше использовать таких химических веществ, и, следовательно, менее популярен среди сельхозпроизводителей). Оба стандарта ориентированы на конечный продукт, а не на процесс, и обычно не контролируют фактическое использование сельскохозяйственных химикатов, предпочитая вместо этого тестировать конечные продукты на наличие химических остатков. Таким образом "зеленая" продукция позволяет фермерам проделать путь от химического сельского хозяйства через контроль в соответствии со стандартом А до получения сертификата биологически чистой продукции. Кроме того, Центр развития экологического продовольствия в Китае демонстрирует происхождение экологически чистой продукции: "Развитие экологической продукции в Китае является результатом активного изучения новых способов производства и потребления продуктов питания на основе собственной ситуации в Китае и в соответствии с международной тенденцией устойчивого развития. Статистические данные Центра развития экологического продовольствия в Китае указывают на увеличение предприятий экологической продукции на 7% (до 6400 в сравнении с данными на 2009 год). Благодаря контролю Центра развития экологического продовольствия экологически чистая продукция Китая вышла на высокий уровень качества.

## Маркировка
Продукция, сертифицированная в качестве органической, помечена логотипом "Green Food", как на китайском, так и на английском языках. Она также содержит двенадцатизначное число LB, которое позволяет отслеживать продукт и проверять его подлинность.

## Внешние ссылки
- China Green Food Development Center official site (Chinese)
- Eurasian Dream French and European organisation promoting manufacturers involved into green process or products | www.eurasian-dream.org | []www.topzen.org
- "China's Organic Revolution", by John Paull, Journal of Organic Systems, 2007
- "The Greening of China's Food - Green Food, Organic Food and Eco-labelling", by John Paull, Sustainable Consumption and Alternative Agri-Food Systems (SUSCONS), 2008
- "The Movement Toward Organic Herb Cultivation in China", by Subhuti Dharmananda, January 2004
- "Green Food in China" (недоступная ссылка), by John Paull, Journal of Biodynamics Tasmania, 2008